# Parafia Najświętszego Serca Pana Jezusa w Moraczu
Parafia pw. Najświętszego Serca Pana Jezusa w Moraczu – parafia rzymskokatolicka, należąca do dekanatu Golczewo, archidiecezji szczecińsko-kamieńskiej, metropolii szczecińsko-kamieńskiej. W parafii posługują księża archidiecezjalni. Według stanu na wrzesień 2018 proboszczem parafii był ks. Krzysztof Jęczmionka.

## Miejsca święte

### Kościół parafialny
Kościół pw. Najświętszego Serca Pana Jezusa w Moraczu

### Kościoły filialne i kaplice
- Kościół pw. św. Józefa w Czarnogłowach[1]
- Kościół pw. Matki Bożej Królowej Polski we Włodzisławiu[1]